# Jean-Baptiste Ré
Jean-Baptiste Ré, né le 3 septembre 1936 à Marseille et mort le 22 avril 2016 à Aubagne, est un joueur français de basket-ball, évoluant au poste d'intérieur.

## Biographie
Jean-Baptiste Ré joue à l'AIL Endoume Catalans de 1956 à 1957 puis évolue à Roanne pendant deux saisons. Il passe ensuite dix ans au Stade Marseillais Université Club (SMUC).
Il est sélectionné en équipe de France en 1963, participant au championnat d'Europe et au championnat du monde.
Dans les années 1980 jusqu'en milieu 90 et plus, il a entrainé de nombreuses équipes jeunes et séniors au sein du club de l'USPEG Marseille.

## Palmarès

### En club
- Champion de France 1959 avec Roanne

### En équipe de France
- 26 sélections en 1963
- 5e du championnat du monde de basket-ball masculin 1963
- 13e du championnat d'Europe de basket-ball 1963

## Sources
- Ressources relatives au sport :   - FIBA
  - FIBA Archive
  - Proballers
- Fiche de Jean-Baptiste Ré sur le site de la Fédération française de basket-ball